# Teresa Gisbert
Pour les articles homonymes, voir Gisbert.
Gisbert  Carbonell est un nom espagnol. Le premier nom de famille, en général paternel, est Gisbert ; le second, en général maternel, souvent omis, est Carbonell.
Teresa Gisbert Carbonell de Mesa, née à La Paz (Bolivie) le 30 novembre 1926 et morte dans la même ville le 19 février 2018, est une architecte et historienne de l'art bolivienne spécialisée dans l'histoire de la région andine.

## Biographie
Teresa Gisbert Carbonell naît le 30 novembre 1926 à La Paz, en Bolivie, dans une famille qui avait émigré d'Espagne.
Elle obtient un baccalauréat en architecture et urbanisme à l'Université supérieure de San Andrés à La Paz en 1950. Après avoir terminé ses études, Teresa Gisbert se rend en Espagne avec son mari, José de Mesa, avec qui elle s'était mariée en 1950, afin de terminer ses études supérieures en histoire de l'art. De Mesa et Gisbert ont eu quatre enfants, Carlos, Andrés, Isabel et Teresa Guiomar.
Durant son séjour en Espagne, entre 1953 et 1962, elle a été chercheuse au Laboratoire d'art de l'université de Séville et à l'Institut d'art Diego Velasquez.
Avec son mari, José de Mesa, et son fils, Carlos D. Mesa Gisbert, elle a publié le livre Historia de Bolivia, un classique de l'éducation dans les établissements d'enseignement du pays. De ce livre, 38 000 exemplaires ont été publiés.
Son fils Carlos a été vice-président de Bolivie du 6 août 2002 au 17 octobre 2003 puis président du pays depuis cette date jusqu'au 6 juin 2005.

## Œuvres choisies

### Avec José de Mesa
- Historia de la pintura Cuzqueña, 1962
- Holguín y la pintura virreinal en Bolivia, 1977

### Travaux indépendants
- Literatura virreinal en Bolivia, 1968
- Iconografía y mitos indígenas en el arte, 1980
- Arte textil y mundo Andino, 1987
- Manual de historia de Bolivia, 1994
- El Paraíso de los pájaros parlantes. La imagen del otro en la cultura andina, 1999